# Região Geográfica Imediata de Cerro Largo
A Região Geográfica Imediata de Cerro Largo é uma das 43 regiões imediatas do estado brasileiro do Rio Grande do Sul, uma das 7 regiões imediatas que compõem a Região Geográfica Intermediária de Ijuí e uma das 509 regiões imediatas no Brasil, criadas pelo IBGE em 2017. É composta por 8 municípios, a saber: Cerro Largo, Mato Queimado, Porto Xavier, Roque Gonzales, Salvador das Missões, São Paulo das Missões, São Pedro do Butiá e Ubiretama.